# Prismojeni Profesorji Bluesa
 (mai 2020).
Prismojeni Profesori Blues est un groupe de musique blues rock originaire de Slovénie. Leur musique est basée sur un style énergique de blues rock mélangé à des éléments de funk, country, jazz et rock psychédélique des années 1960 et 70.

## Membres
- Julian Eric - guitare, guitare basse, chant
- Miha Erič - harmonica, guitare lap steel, chant
- Miha Ribarič - guitare basse, chant
- Zlatko Đogić - batterie, chant

## Discographie
- Famille (2016)
- Prismojeni Profesori Bluesa Live Križanke (2017) double album